# Jhapa Football Club Pvt. Ltd
Lo Jhapa Football Club Pvt. Ltd è una società calcistica nepalese con sede nel Distretto di Jhapa che milita nella Nepal Super League.

## Storia
Il club è stato annunciato come uno dei nuovi franchise nella seconda edizione della Nepal Super League nel 2022, edizione poi annullata a causa del Covid-19.

## Strutture

### Stadio
Il Domalal Rajbanshi Ground è uno stadio a Birtamode. Ha una capacità di 10.000 posti.

## Allenatori e presidenti
| Allenatori - 2023 Oriol Mohedano - 2025-attuale Prabesh Katuwal | Presidenti - 2023-attuale Arpan Bikram Khadka |

## Palmarès

### Competizioni nazionali
- Martyr's Memorial C-Division League: 1

2022

## Organico

### Rosa
| N. |                       | Ruolo | Calciatore       |
| -- | --------------------- | ----- | ---------------- |
|    | Nepal (bandiera)      | P     | Anjal Shrestha   |
|    | Montenegro (bandiera) | P     | Nemanja Lemajić  |
|    | Nepal (bandiera)      | D     | Chhiring Lama    |
|    | Nepal (bandiera)      | D     | Ashish Gurung    |
|    | Uzbekistan (bandiera) | D     | Azamat Abdullaev |
|    | Nepal (bandiera)      | D     | Roshan Pahari    |
|    | Nepal (bandiera)      | D     | Srijan Dani      |
|    | Nepal (bandiera)      | D     | Shyam Murma      |
|    | Serbia (bandiera)     | C     | Lazar Arsić      |

| N. |                       | Ruolo | Calciatore       |
| -- | --------------------- | ----- | ---------------- |
|    | Nepal (bandiera)      | C     | Abinash Syangtan |
|    | Nepal (bandiera)      | C     | Dipesh Dhimal    |
|    | Nepal (bandiera)      | C     | Dipendra BK      |
|    | Nepal (bandiera)      | C     | Ujwal Rai        |
|    | Bhutan (bandiera)     | C     | Pravin Basnet    |
|    | Nepal (bandiera)      | C     | Abishek Gurung   |
|    | Uzbekistan (bandiera) | C     | Muhammad Isaev   |
|    | Nepal (bandiera)      | A     | Aron Thapa Magar |
|    | Nigeria (bandiera)    | A     | Alhaji Gero      |

### Staff tecnico
- Prabesh Katuwal - Allenatore
- Kumar Giri - Vice allenatore
- Min Basnet - Allenatore portieri